# Joaquim Marques Lisboa

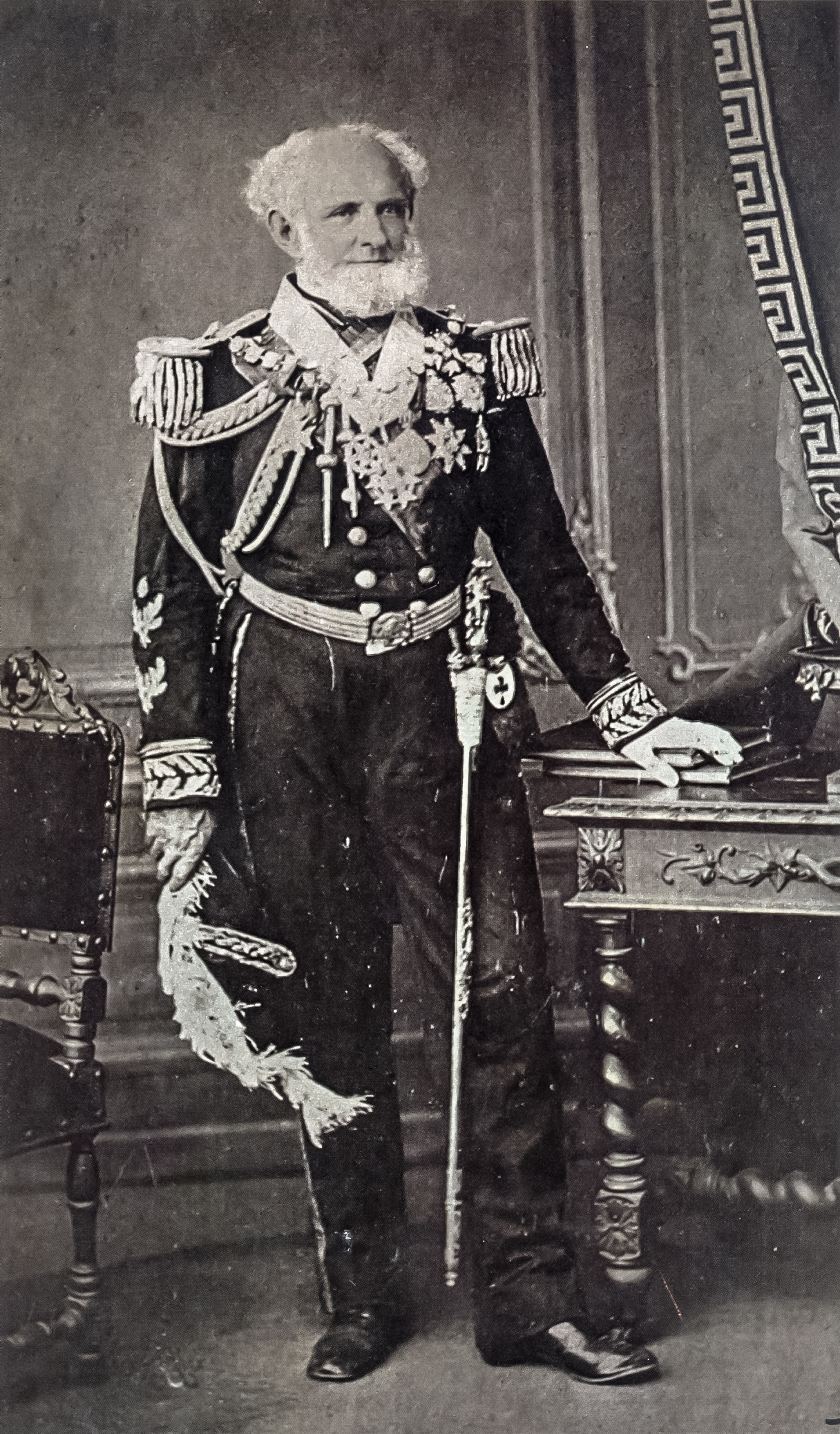
Joaquim Lisboa, Marquês de Tamandaré (1873)

Joaquim Marques Lisboa, Marquês de Tamandaré (* 13. Dezember 1807 in Rio Grande, Rio Grande do Sul; † 20. März 1897 in Rio de Janeiro) war ein brasilianischer Admiral. Seine lange militärische Laufbahn fand zwischen dem brasilianischen Unabhängigkeitskrieg (1822–1824) und dem Krieg mit Paraguay (1864–1870) statt. Die Stadt Almirante Tamandaré im Südosten des brasilianischen Bundesstaat Paraná ist nach ihm benannt.

## Leben
Joaquim Marques Lisboa wurde als zehnter Sohn des Portugiesen Francisco Marques Lisboa (geboren 1767 in Vila de Famalicão, Provinz Estremadura) und der Eufrásia Joaquina de Azevedo Lima (geboren in Viamão, Rio Grande do Sul) geboren. Einer seiner Brüder Henrique Marques de Oliveira Lisboa kämpfte später im Rang eines Oberstleutnants gegen die Farroupilhas in Laguna. Die Umsiedlung der Familie Marques Lisboa in das Dorf Rio Grande erfolgte 1800.
Nach der Unabhängigkeitserklärung Brasiliens übernahm 1822 zunächst Kaiser Pedro I. die Organisation der Streitkräfte, in dieser Zeit trat Joaquim Lisboa als Freiwilliger in die Marine ein und schiffte sich im Alter von 15 Jahren auf der Fregatte Niterói unter dem Kommando von Admiral John Taylor ein. Er nahm am Kampf gegen General Madeira de Melo in Bahia und an der Verfolgung der portugiesischen Flotte bis zur Mündung des Tejo teil.
Er trat 1823 der Academia Real dos Guardas-Marinhas in Rio de Janeiro bei, gab sein Studium jedoch 1824 nach Ausbruch einer Revolte in Pernambuco auf, um an den Flottenoperationen unter dem Kommando von Lord Cochrane teilzunehmen. Ebenso beteiligte er sich an der Unterdrückung der Konföderation im Argentinisch-Brasilianischen Krieg von 1825 bis 1828. Dann kehrte er auf die Akademie zurück und wurde bald darauf 1826 auf Empfehlung von Admiral Taylor zum Marineleutnant ernannt. Er war am 12. Oktober 1827 zum Oberleutnant befördert worden und übernahm im Alter von zwanzig Jahren das Kommando über den Schoner Bela Maria. In dieser Zeit geriet er während der unglückseligen Expedition nach Patagonien in kurze Gefangenschaft, kaperte aber dann zusammen mit seinen Gefährten die Besatzung eines Bootes, das sie nach Montevideo zurückbrachte. Er nahm dann an allen folgenden Marineaktionen der brasilianischen Flotte teil, wie dem neuen Aufstand im September 1831 in Pernambuco, der beginnenden Farroupilha-Revolution von 1835, dem Cabanagem-Aufstand in Pará (1835-8), die Sabinada-Revolte in Bahia 1837 und der Separation seiner Heimatprovinz São Pedro do Rio Grande do Sul, die fortan die Republik Piratini bildete, die erst nach einem zehnjährigen Krieg wieder ins Kaiserreich eingegliedert werden konnte.
Am 22. Oktober 1836 wurde er zum Captain Lieutenant befördert. 1840 wurde er zum Befehlshaber einer Fregatte ernannt und 1847 zum Kapitän zur See befördert.
1848 übernahm er in England die erste dampfgetriebene Hybrid-Fregatte Brasiliens, die Don Afonso. Als Kommandant dieses Schiff führte er im südwestlichen Atlantik zwei Rettungsaktionen durch, welche ihm die Anerkennung der Marinen der Briten, Amerikaner und Portugiesen einbrachten. 1848/49 beteiligte er sich an der Niederschlagung der Praieira-Revolte in Pernambuco und wurde zum Kommandanten der Flottille im Río-de-La-Pata-Delta ernannt, er musste diesen Posten aber wegen einer Erkrankung nach kurzer Zeit aufgeben. 1852 wurde er zum Hafenkommandanten von Rio de Janeiro und 1854 zum Inspektor des Marinegerichts ernannt. Die Beförderung zum Vizeadmiral erfolgte im Jahr 1856.
Während des Besuchs Pedro II. 1859 in den nördlichen Provinzen befehligte er das Geschwader, das den Kaiser einschiffte, im folgenden Jahr verlieh ihm Pedro II den Titel eines Barons. Im paraguayischen Krieg befehligte er alle Marineoperationen der Triple-Allianz von Brasilien, Uruguay und Argentinien. Dem Befehlshaber der Seestreitkräfte, Admiral Barroso da Silva, befahl er 1864 die Blockierung des Uruguay-Flusses und die Besetzung der Häfen von Salto, Uruguay, Paysandú und zusammen mit General Venancio Flores die Landung in Montevideo. In Begleitung von Pedro II. nahm er 1865 der Kapitulation von Uruguaiana entgegen. Von der Mündung des Rio de la Plata befahl er alle Marineoperationen im Zusammenhang mit den Schlachten am Passo da Pátria, Curuzú und bei Curupayti. Für letztere Niederlage machte Lisboa den argentinischen Verbündeten Bartolomé Mitre verantwortlich, woraufhin er sich mit seinem Stabschef Barroso da Silva samt ihrer Flotte aus dem Konflikt zurückzogen. Erst nach vier weiteren Jahren des Konflikts wurde der Gegner Solano López gefangen genommen und Paraguay geschlagen.
Im Jahr 1867 zum Admiral befördert, trat er vom Oberbefehl der Flotte zurück. In seinen späten Jahren erhielt er von Pedro II. den Titel eines Grafen und 1888 den Titel Marquis von Tamandaré verliehen. Als enger Freund des Kaisers und Monarchist trauerte er 1889 über dessen Absetzung und bei der Proklamation der Republik. Zwei Monate später beantragte er seinen Rücktritt, blieb jedoch als Minister des Obersten Militärgerichts im Amt, welches er nur einige Tage vor seinem Tod in Rio de Janeiro am 20. März 1897 abgab. Später wurde er zum Patron der Marine erklärt.
Er und seine Frau wurden ursprünglich in der Stadt Rio de Janeiro beigesetzt. Seiner Person zum Gedenken gab Brasilien 1936–1938 eine Münze mit seinem Porträt heraus. Sein Geburtstag, der 13. Dezember, wurde von einem früheren brasilianischen Marineminister, Admiral Alexandrino de Alencar, am 4. September 1925 zum nationalen Seemannstag des Landes gewählt. 1994 wurden seine Überreste in das Tamandaré-Pantheon (Panteão Tamandaré mit Gedenkstätte) seiner Geburtsstadt Rio Grande überführt.